# Perna vára
Perna vára (horvátul: Stari grad Perna) egy várrom Horvátországban, a Topuszka közelében fekvő Perna település határában. 

## Fekvése
Perna középkori várának maradványai a gornja pernai (Suha Perna) településrész feletti sziklán állnak.

## Története
Perna középkori várának (melyet a korabeli források Perniknek is neveznek) pontos építési ideje nem ismert. Első említése 1225-ben történt. Építése lehet, hogy összefüggésben van a néhány kilométerre keletre fekvő topuszkai Nikolino-hegyen álló várral, mely 1201-ben már állt, de akár illír eredetű is lehet. A 14. század elején került a Šubić család egyik ágának Bribiri Pál fia Jakabnak a birtokába. A 16. században ezt a vidéket is egyre többször érték török támadások, majd 1556-ban az Oszmán Birodalom több évszázadra megszállta a területét. Perna várát 1558-ban és 1578-ban is lerombolta a török. Ezt követően a bécsi haditanács 1584-ben kivette a várat addigi birtokosai kezéből és őrségét kivonva átengedte a török sereg pusztításának. A karlócai békével ez a terület is felszabadult a török megszállás alól, majd a Katonai határőrvidék része lett. A 17. század végétől a hódoltsági területekről nagyszámú szerb lakosság érkezett és telepedett le itt végleg. A várba határőröket helyeztek, de a török ennek ellenére 1717-ben és 1788-ban is elfoglalta és kirabolta. Ezt követően katonai jelentősége megszűnt, elhagyták és sorsára hagyták. Ma már csak romjai láthatók.

## A vár mai állapota
A fennmaradt rajzok alapján külső és belsővárból álló négyszögletes erődítmény volt. Mind a külső, mind a belső várat fal vette körül, melyet hengeres és négyzetes tornyok erősítettek. A külső várba egy különálló kaputornyon keresztül, egy létrán át lehetett bejutni, majd egy újabb létra vezetett a lakótorony bejáratáig.